# Helen-und-Kurt-Wolff-Übersetzerpreis
Der Helen & Kurt Wolff Übersetzerpreis (Eigenschreibweise; englisch Helen and Kurt Wolff Translator's Prize) ist ein Preis für literarische Übersetzungen aus dem Deutschen ins Englische, der 1996 erstmals verliehen wurde. Seit 2024 wird er von den „Friends of Goethe New York“ finanziert und ist mit 5.000 US-Dollar dotiert. Bis 2022 lag die Dotierung bei 10.000 USD und wurde von der deutschen Regierung bereitgestellt, die sich 2023 als Geldgeber zurückzog. Ursprünglich und bis 2014 wurde die Auszeichnung vom Goethe-Institut in Chicago vergeben, 2015 übernahm das Goethe-Institut in New York City die Organisation. Prämiert werden herausragende Übersetzungen, die im vorangegangenen Jahr in den USA veröffentlicht wurden.
Der Preis ehrt das Andenken von Kurt Wolff, der unterstützt von seiner Frau Helen in den 1920er Jahren einer der bedeutendsten Verleger Deutschlands war. Von den Nationalsozialisten 1941 zur Emigration gezwungen, gründete er in New York den Verlag Pantheon Books, dessen Programmschwerpunkt Übersetzungen aus der deutschen und europäischen Literatur waren.

## Preisträger
| Jahr | Übersetzer             | englischer Titel                                           | Autor                       | deutscher Titel                                          | Verlag                                           |
| ---- | ---------------------- | ---------------------------------------------------------- | --------------------------- | -------------------------------------------------------- | ------------------------------------------------ |
| 2024 | Jon Cho-Polizzi        | De-Integrate! A Jewish Survival Guide for the 21st Century | Max Czollek                 | Desintegriert euch!                                      | Restless Books                                   |
| 2023 | (Kein Preis verliehen) | –                                                          | –                           | –                                                        | –                                                |
| 2022 | Vincent Kling          | The Strudlhof Steps                                        | Heimito von Doderer         | Die Strudlhofstiege                                      | New York Review Books                            |
| 2021 | Jackie Smith           | An Inventory of Losses                                     | Judith Schalansky           | Verzeichnis einiger Verluste                             | New Directions                                   |
| 2020 | Philip Boehm           | The Fox and Dr. Shimamura                                  | Christine Wunnicke          | Der Fuchs und Dr. Shimamura                              | New Directions                                   |
| 2019 | Damion Searls          | Anniversaries: From a Year in the Life of Gesine Cresspahl | Uwe Johnson                 | Jahrestage. Aus dem Leben von Gesine Cresspahl           | New York Review Books                            |
| 2018 | Isabel Fargo Cole      | Old Rendering Plant                                        | Wolfgang Hilbig             | Alte Abdeckerei                                          | Two Lines Press                                  |
| 2017 | Charlotte Collins      | A Whole Life                                               | Robert Seethaler            | Ein ganzes Leben                                         | Farrar, Straus and Giroux                        |
| 2016 | Daniel Bowles          | Imperium: A Fiction of the South Seas                      | Christian Kracht            | Imperium                                                 | Farrar, Straus and Giroux                        |
| 2015 | Catherine Schelbert    | Flametti, or The Dandyism of the Poor                      | Hugo Ball                   | Flametti: oder vom Dandysmus der Armen                   | Wakefield Press                                  |
| 2014 | Shelley Frisch         | Kafka: The Years of Insight                                | Reiner Stach                | Kafka – Die Jahre der Erkenntnis                         | Princeton University Press                       |
| 2013 | Philip Boehm           | An Ermine in Czernopol                                     | Gregor von Rezzori          | Ein Hermelin in Tschernopol                              | New York Review Books                            |
| 2012 | Burton Pike            | Isle of the Dead                                           | Gerhard Meier               | Toteninsel                                               | Dalkey Archive Press                             |
| 2011 | Jean M. Snook          | The Distand Sound                                          | Gert Jonke                  | Der ferne Klang                                          | Dalkey Archive Press                             |
| 2010 | Ross Benjamin          | Speak, Nabokov                                             | Michael Maar                | Solus Rex. Die Die schöne böse Welt des Vladimir Nabokov | Verso                                            |
| 2009 | John Hargraves         | The Executor – A Comedy of Letters                         | Michael Krüger              | Turiner Komödie                                          | Harcourt                                         |
| 2008 | David Dollenmeyer      | Childhood. An Autobiographical Fragment                    | Moses Rosenkranz            | Kindheit. Fragment einer Autobiographie                  | Syracuse University Press                        |
| 2007 | Peter Constantine      | The Bird is a Raven                                        | Benjamin Lebert             | Der Vogel ist ein Rabe                                   | Knopf                                            |
| 2006 | Susan Bernofsky        | The Old Child & Other Stories                              | Jenny Erpenbeck             | Geschichte vom alten Kind                                | New Directions                                   |
| 2005 | Michael Henry Heim     | Death in Venice                                            | Thomas Mann                 | Der Tod in Venedig                                       | Ecco                                             |
| 2004 | Breon Mitchell         | Morenga                                                    | Uwe Timm                    | Morenga                                                  | New Directions                                   |
| 2003 | Margot Bettauer Dembo  | Summerhouse, later                                         | Judith Hermann              | Sommerhaus, später                                       | Ecco                                             |
| 2002 | Anthea Bell            | Austerlitz                                                 | W.G. Sebald                 | Austerlitz                                               | Random House                                     |
| 2001 | Krishna Winston        | Too Far Afield                                             | Günter Grass                | Ein weites Feld                                          | Harcourt                                         |
| 2000 | Michael Hofmann        | Rebellion                                                  | Joseph Roth                 | Die Rebellion                                            | St. Martin’s Press                               |
| 1999 | Joel Agee              | Penthesilia                                                | Heinrich von Kleist         | Penthesilea                                              | HarperCollins                                    |
| 1998 | John Brownjohn         | Heroes Like Us The Karnau Tapes                            | Thomas Brussig Marcel Beyer | Helden wie wir Flughunde                                 | Farrar, Straus & Giroux Harcourt Brace & Company |
| 1997 | Leila Vennewitz        | Jacob the Liar                                             | Jurek Becker                | Jakob der Lügner                                         | Arcade Publishing                                |
| 1996 | John E. Woods          | The Magic Mountain Nobodaddy's Children                    | Thomas Mann Arno Schmidt    | Der Zauberberg Nobodaddy's Kinder                        | Knopf Dalkey Archive Press                       |